# Adina-Ioana Vălean
Adina Ioana Vălean (Băicoi, 16 febbraio 1968) è una politica rumena, deputata europea dal 2007. A luglio 2019 è diventata la presidente della Commissione per l'industria, la ricerca e l'energia del Parlamento europeo. Dal 2019 al 2024 è stata commissaria europea per i trasporti della Commissione von der Leyen I.

## Biografia

### Formazione e attività professionale
Laureata nel 1990 in matematica all'Università di Bucarest, dopo la laurea si è impegnata nel campo dell'integrazione europea. Negli anni '90 ha lavorato come insegnante. Dal 1997 al 1999 è stata direttrice presso il Ministero della gioventù e dello sport. Successivamente è stata associata a organizzazioni non governative.

### Carriera politica
È entrata a far parte del Partito Nazionale Liberale, nel 2006 è diventata vicepresidente di questo gruppo nel distretto di Prahova. Era responsabile delle campagne elettorali del partito. Dal 2004 al 2007 è stata deputata alla Camera dei deputati rumena.
Osservatrice al Parlamento europeo, nel 2007 ha ottenuto il mandato di deputata europea. Nelle elezioni del 2009, si è presentata con successo per la rielezione. Nella settima legislatura, è entrata a far parte del Gruppo dell'Alleanza dei Liberali e dei Democratici per l'Europa (è diventata vicepresidente), della Commissione per le petizioni e della Commissione per l'industria, la ricerca e l'energia. Nel 2014 è stata rieletta al Parlamento europeo.
Dal 1º dicembre 2019 è divenuta Commissaria europea per i trasporti della Commissione di Ursula von der Leyen. Ha promosso il cielo unico europeo, un progetto di intergraizione della Commissione volta ad eliminare i confini nazionali ed organizzare al meglio il traffico aereo per renderlo più efficiente, competitivo, sicuro e meno dannoso per l'ambiente.

### Vita privata
È sposata dal 25 settembre 2009 con il compagno di partito ed ex presidente del Senato Crin Antonescu.